# Maximam gravissimamque
Maximam gravissimamque ist eine Enzyklika von Papst Pius XI. und wurde am 18. Januar 1924 veröffentlicht. Diese Enzyklika richtete der Papst nur an die französischen Kardinäle, Bischöfe und den Klerus in Frankreich.

## Ratifizierung
In einem Memorandum zwischen der Französischen Republik und dem heiligen Stuhl im Jahre 1921 wurde die Wiederaufnahme der diplomatischen Beziehungen erörtert. In einem weiteren Memorandum wurde über die Ernennung von Bischöfen und der Einrichtung einer  theologischen Fakultät an der Universität von Straßburg Einigkeit erzielt. Es folgte schließlich noch eine Verbalnote über die Garantie und die Prozedur der vorangegangenen Memoranden. Mit dieser Enzyklika manifestierte der Heilige Stuhl seine Ratifizierung und der französische Staat bestätigte diese durch eine Note des Staatsrates.

## Vereinigungen von Diözesen
Der Papst bringt in diesem Schreiben zum Ausdruck, dass er nicht gedenkt, die seit 1905 bestehenden Diözesen zu verändern, und bestätigt das 1905 erlassene Gesetz und gleichzeitig die von Papst Pius X. in seiner Enzyklika Vehementer nos vom 11. Februar 1906 getroffenen Maßnahmen. Der Gedanke von Pius XI. wird mit dieser Enzyklika klar belegt, er spricht sich für eine Neuordnung der Diözesen aus, möchte dabei aber auch die Kulturgebiete berücksichtigt sehen. Die Zusammenlegung von Bistümern bezeichnet er als ein Hilfsmittel, welches zur Überwindung der derzeitigen Situation betragen könnte, dabei sollen aber die kanonischen Bestimmungen eingehalten werden.

## Einheit der Kirche
Er verurteilt nochmals die Trennungsgesetze aus dem Jahr 1905 und wiederholt mehrmals, dass die jetzigen Entscheidungen nicht im Widerspruch zu dem von Pius X. eingeschlagenen Weg stehen. Die jetzigen Entscheidungen und Neuregelungen ständen auch nicht im Widerspruch zur Enzyklika Gravissimo officii munere vom 11. Februar 1906 in der sich Papst Pius X. gegen die „Anbetungsvereine“ und sogenannten „Kulturvereinigungen“ ausgesprochen hatte, diese behalten ihre volle Gültigkeit.
In seiner abschließenden Exhortatio muntert er seine Mitbrüder und alle Priester auf, ihre gedeihliche Arbeit fortzusetzen, der Papst erklärt ihnen seine Unterstützung. Gleichzeitig erklärt er, dass bei Veränderungen oder bei Vereinigungen von Diözesen die Erlaubnis des Heiligen Stuhls eingeholt werden muss. Er ruft das französische Episkopat zur Disziplin auf und trägt ihnen auf, in Einheit und Frieden der Kirche zu dienen.